# سمپسون (دهانه)
سمپسون یک دهانه برخوردی در ماه‌ است.